# TSLP
La lymphopoïétine stromale thymique (en anglais, Thymic stromal lymphopoietin [TSLP]) est une cytokine.

## Rôles
Elle est exprimée par les cellules épithéliales et joue un rôle dans l'inflammation d'origine allergique en stimulant les cellules dendritiques des monocytes et des lymphocytes T auxiliaires. Sa sécrétion est stimulée par une infection, un traumatisme ou une inflammation. 
Son expression est augmentée dans les voies aériennes des asthmatique et serait un signe de gravité de la maladie. Sa concentration est augmentée dans le mucus bronchique des bronchitiques et des asthmatiques.
Dans la peau, elle joue un rôle protecteur contre les cancers. Sa synthèse est augmentée par la vitamine D, ce qui entraîne une diminution du risque de kératose actinique, une atteinte de la peau pouvant évoluer en cancer.

## Génétique
Une mutation proche du site du gène TSLP, situé sur le chromosome 5 humain, serait associée à l'asthme,.

## Cible thérapeutique
Le tézépelumab est un anticorps monoclonal dirigé contre la TSLP. Son administration réduit la bronchoconstriction d'origine allergique et l'inflammation des bronches.